# Fladungen
Fladungen là một thị xã ở district Rhön-Grabfeld, bang Bayern, Đức. Đô thị này tọa lạc ở Rhön Mountains, 20 km về phía bắc của Meiningen, và 33 km về phía đông của Fulda.